# Ikeda (Fukui)
Pour les articles homonymes, voir Ikeda.
Ikeda (池田町, Ikeda-chō) est un bourg du district d'Imadate, dans la préfecture de Fukui, au Japon.

## Géographie
Ikeda est situé dans l'est de la préfecture de Fukui.

### Démographie
Au 1er février 2014, la population d'Ikeda s'élevait à 2 770 habitants répartis sur une superficie de 194,72 km2. Elle était de 2 338 habitants en octobre 2022.

### Climat
Ikeda a un climat subtropical humide caractérisé par des étés chauds et humides et des hivers froids avec de fortes chutes de neige. La température moyenne annuelle à Ikeda est de 13,0 °C. La pluviométrie annuelle moyenne est de 2 362 mm, septembre étant le mois le plus humide.

### Topographie
Le mont Kanmuri se trouve à l'extrême sud du bourg.

### Hydrographie
La rivière Asuwa traverse le bourg.

## Histoire
Le territoire actuel d'Ikeda fait partie de l'ancienne province d'Echizen. Pendant la période Edo, la région faisait majoritairement partie des possessions du domaine de Sabae. Le bourg moderne d'Ikeda a été créé le 31 mars 1955 de la fusion des deux anciens villages de Kami-Ikeda et Shimo-Ikeda.